# Make Believe (cheval)
Pour les articles homonymes, voir Make Believe.
Make Believe est un cheval de course pur-sang, né en 2012. Issu de Makfi et Rosie's Posy par Suave Dancer, il appartient au Prince A. Faisal et est entrainé par André Fabre.

## Carrière de course
Acquis foal pour 180 000 Guinées aux ventes de Tattersalls en Irlande fin 2012, Make Believe débute victorieusement à Deauville à l'automne de ses 2 ans, puis récidive un mois plus tard, avant de faire sa rentrée à 3 ans un groupe 3, le Prix Djebel, où il s'incline de peu. Mais il se voit consacré meilleur miler de 3 ans en France en s'adjugeant facilement la Poule d'Essai des Poulains, devant le futur lauréat du Prix du Jockey Club, New Bay. Cantonné sur le mile, il ne peut en revanche rivaliser face aux Irlandais et aux Britanniques dans les St. James's Palace Stakes, où il termine bon dernier, loin derrière le champion Gleneagles. Make Believe se ressaisit pourtant à l'automne en remportant le Prix de la Forêt. Sa carrière s'achève sur une cinquième place dans le Breeders' Cup Mile à Keeneland, remporté par la championne Tepin.

### Résumé de carrière
| Date        | Hippodrome       | Pays        | Course                     | Statut      | Distance    | Jockey       | Place       | Écart       | Vainqueur ou deuxième |
| 1977, 2 ans | 1977, 2 ans      | 1977, 2 ans | 1977, 2 ans                | 1977, 2 ans | 1977, 2 ans | 1977, 2 ans  | 1977, 2 ans | 1977, 2 ans | 1977, 2 ans           |
| ----------- | ---------------- | ----------- | -------------------------- | ----------- | ----------- | ------------ | ----------- | ----------- | --------------------- |
| 23 octobre  | Deauville        | France      | Prix de Saint-Désir        | Inédits     | 1 500 m     | M. Guyon     | 1er / 11    | 1 ¾         | Sinfonietta           |
| 18 novembre | Saint-Cloud      | France      | Prix Tanerko               | Course B    | 1 500 m     | M. Guyon     | 1er / 6     | 2 ½         | Lugana                |
| 1978, 3 ans |                  |             |                            |             |             |              |             |             |                       |
| 2 avril     | Maisons-Laffitte | France      | Prix Djebel                | Gr. 3       | 1 600 m     | P.-C. Boudot | 2e / 10     | tête        | Ride Like The Wind    |
| 10 mai      | Longchamp        | France      | Poule d'Essai des Poulains | Gr. 1       | 1 600 m     | O. Peslier   | 1er / 18    | 3           | New Bay               |
| 16 juin     | Ascot            | Royaume-Uni | St. James's Palace Stakes  | Gr. 1       | 1 600 m     | O. Peslier   | 5e / 5      | 13          | Gleneagles            |
| 4 octobre   | Longchamp        | France      | Prix de la Forêt           | Gr. 1       | 1 400 m     | O. Peslier   | 1er / 13    | 1 ¼         | Limato                |
| 31 octobre  | Keeneland        | États-Unis  | Breeders' Cup Mile         | Gr. 1       | 1 600 m     | O. Peslier   | 5e / 12     | 4 ½         | Tepin                 |

## Au haras
Make Believe entré au haras en 2016 à Ballylinch Stud, en Irlande, au tarif de 20 000 € la saillie. Le champion Mishriff, lauréat du Prix du Jockey Club, de la Saudi Cup, du Dubaï Sheema Classic et des International Stakes est son principal titre de gloire, et son tarif décroît au fil des ans, atteignant 8 000 € en 2025.

## Origines
Make Believe est le meilleur produit de Makfi, excellent miler lauréat des 2000 Guinées et du Prix Jacques le Marois en 2010. Il se réclame de son frère Dubawi Heights, un fils de Dubawi lauréat au niveau groupe 1 aux États-Unis dans les Yellow Ribbon Stakes.

### Pedigree
| Origines de Make Believe | Origines de Make Believe | Origines de Make Believe | Origines de Make Believe  |
| ------------------------ | ------------------------ | ------------------------ | ------------------------- |
| Père Makfi               | Dubawi                   | Dubai Millennium         | Seeking The Gold          |
| Père Makfi               | Dubawi                   | Dubai Millennium         | Colorado Dancer           |
| Père Makfi               | Dubawi                   | Zomaradah                | Deploy                    |
| Père Makfi               | Dubawi                   | Zomaradah                | Jawaher                   |
| Père Makfi               | Dhelaal                  | Green Desert             | Danzig                    |
| Père Makfi               | Dhelaal                  | Green Desert             | Foreign Courier           |
| Père Makfi               | Dhelaal                  | Irish Valley             | Irish River               |
| Père Makfi               | Dhelaal                  | Irish Valley             | Green Valley              |
| Mère Rosie's Posy        | Suave Dancer             | Green Dancer             | Nijinsky                  |
| Mère Rosie's Posy        | Suave Dancer             | Green Dancer             | Green Valley              |
| Mère Rosie's Posy        | Suave Dancer             | Suavite                  | Alleged                   |
| Mère Rosie's Posy        | Suave Dancer             | Suavite                  | Guinevere's Folly         |
| Mère Rosie's Posy        | My Branch                | Distant Relative         | Habitat                   |
| Mère Rosie's Posy        | My Branch                | Distant Relative         | Royal Sister              |
| Mère Rosie's Posy        | My Branch                | Pay The Bank             | High Top                  |
| Mère Rosie's Posy        | My Branch                | Pay The Bank             | Zebra Grass (Famille 1-s) |